# Pregršt pepela
Pregršt pepela јe epizoda seriјala Mali rendžer (Kit Teler) obјavljena u Lunov magnus stripu #259. Epizoda јe premijerno u bivšoj Jugoslaviji objavljena u 1. jula 1977. godine. Koštala je 10 dinara (0,54 $; 1,29 DEM). Izdavač јe bio Dnevnik iz Novog Sada. Autor korica nije poznat. Epizoda se nalazila na stranama 3-112. Ovo je 2. deo epizode koja je započela u Četiri begunca (LMS258). Ostatak sveske sadržao je strip Alamo Kid (str. 113-128) i Svemirski patroldžija (129-138) Cela sveska imala je 147 strana.

## Premijerno izdanje
Ova sveska je premijerno objavljena u Italiji kao #114 pod nazivom L'oro del sud (Zlato juga) u maju 1973. godine. Originalne korice je nacrtao Franko Donateli, crtač Zagora.

## Kratak sadržaj
Rudy Brown, lopov za kojim je raspisana poternica, nailazi na Južnjake, prisluškuje njihov razgovor i saznaje za južnjačko blago. Nakon što je ubio sve članove grupe, poslednji mu priznaje da blago nalazi na dnu jezera Agua blanca (bela voda). Rudy je uhvaćen u lokalu u Des Moinesu i osuđen na vešanje. Pre smaknuća, Rudy zamoli šerifa da čizme pošalje Kori Albee, koja radi u salunu “Red Dog” u Natchezu. Rudy deli ćeliju sa sitnim kriminalcem Majkom Woodyjem, koji je tokom noći slušao Rudyja kako bunca i nesvesno otkriva sve detalje o blagu. Woody izlazi iz zatvora, ali odmah nailazi na trojicu kriminalaca kojima duguje zlatno grumenje. Nakon što im ispriča šta je saznao od Rudyja, sva četvorica kreću u Natchez da potraže Koru. Kora je, međutim, čizme već dala Sammy Rocku, čistaču iz saluna. Četvorka kreće u potragu za Sammyjem.

## Reprize ove epizode
Epizoda je reprizirana u kolekcionarskom serijalu Mali rendžer If edizione u #57. U Italiji se ova sveska pojavila u februaru 2017. Prodavana je po ceni od 6,9€. Hrvatski prevod objavljen je krajem 2023. godine pod nazivom Odmentnuti. Prodavan je po ceni od 5,3€. U Srbiji je prodavana po ceni od 595 din (5€). Pregršt pepela je u ovoj svesci objabvljena samo do 59 strane. Ostatak je objavojen u narednoj kolekcionarskoj svesci #58 pod nazuvom Augua blanca, koja je u Italiji izašla 14.3.2017. U Srbiji epizode Kit Telera još uvek nisu reprizirane, osim sporeadično u obnovljenoj ediciji Lunov magnus strip tokom 2023. godine.

## Prethodna i naredna sveska LMS
Prethodna sveska Malog rendžera u LMS nosila je naziv Četiri begunca (LMS-258), a naredna Do viđenja, Teksase (LMS-262).